# 광신고등학교
광신고등학교(光新高等學校)는 대한민국 서울특별시 관악구 신림동에 위치한 사립 고등학교이다.

## 학교 연혁
- 1905년 11월 1일 : 이갑, 유동렬, 박은식 등 제씨 서우사범학교 설립
- 1907년 1월 3일 : 이종호, 김주병, 이준 등 제씨 한북의숙 설립
- 1908년 11월 1일 : 초대 교장 이종호 선생 취임
- 1908년 11월 2일 : 경성부 낙원동 282번지에 신축, 개교
- 1908년 11월 3일 : 서우 사범학교와 한북의숙을 통합, 서북 협성학교로 지정
- 1910년 10월 1일 : 경술국치 후 서북학회 해체, 교명을 오성학교로 개정
- 1927년 7월 1일 : 실업학교 및 직업학교 규정에 의거 협성 실업학교로 개편
- 1927년 7월 2일 : 김려식 선생 교장으로 취임
- 1939년 4월 1일 : 화신사장 박흥식 선생 재단이사장에 취임
- 1985년 9월 1일 : 박병석 선생 광신학원 재단이사장에 취임
- 1987년 1월 2일 : 광신고등학교 설립인가(36학급)
- 1987년 3월 3일 : 이종률 초대 교장 취임, 광신고등학교 입학식(1학년 12학급 725명)
- 1989년 9월 9일 : 유재기념관(강당 겸 체육관) 준공
- 1990년 2월 13일 : 제1회 졸업(12학급 706명)
- 1999년 9월 30일 : 창조관 준공
- 2000년 3월 2일 : 남녀공학 실시(남 308명, 여 157명 12학급 465명)
- 2019년 3월 1일 : 제11대 조병관 교장 취임
- 2019년 9월 1일 : 학교법인 광신학원 이사장 정소영 취임
- 2023년 1월 27일 : 제34회 졸업(8학급 168명, 총 15,057명)
- 2023년 3월 2일 : 제37회 입학식(186명)

## 참고 자료
- 광신고등학교 - 한국교육학술정보원 학교알리미